# Dreams of Fort Garry (poemat)
Dreams of Fort Garry – poemat kanadyjskiego poety Roberta Watsona, opublikowany w Winnipeg w 1931 nakładem Stovel Company Limited. Poemat został przez autora opatrzony dedykacją: This poem I dedicate to the pioneers of West Canada. Jest napisany wierszem anapestycznym przy użyciu strofy balladowej czterowersowej z rymami wewnętrzno-zewnętrznymi:
How pleasant to tarry at Lower Fort Garry; 

To sit in the shade of the maples and pines; 

To browse and to ponder, to gaze in wrapt wonder

As the prairie's red glory far westward declines.
Utwór opisuje życie kanadyjskich kolonistów. Został wydany w małym nakładzie, liczącym zaledwie 968 kopii. Dzieło zostało zilustrowane drzeworytami Waltera J. Phillipsa.